# Sinuhe l'egiziano (film)
Sinuhe l'egiziano (The Egyptian) è un film del 1954 in CinemaScope della 20th Century Fox, diretto da Michael Curtiz, prodotto da Darryl F. Zanuck e basato sul romanzo di Mika Waltari.

## Trama
Sinuhe è un orfano ritrovato su una barca di giunchi da un medico dei poveri. Cresciuto, viene mandato a studiare alla casa della vita per diventare medico.
Lì conosce Horembeb, suo grande amico, che studia da stratega militare. Alcuni mesi dopo la fine dei loro studi i due amici salvano la vita al faraone Akhenaton, e perciò vengono nominati rispettivamente medico di corte e generale. Intanto Sinuhe ha assunto un servo, Kaptah, ed iniziato a frequentare una prostituta babilonese di nome Nefer, che manipolando Sinuhe in poco tempo lo spingerà a cederle tutti i suoi averi e quelli dei suoi genitori adottivi, che perciò si suicideranno. Egli allora lascia Tebe, dove viveva, per andare a recuperare le loro salme e per dare loro una sepoltura. Per tutto il tempo in cui era stato infatuato di Nefer, Sinuhe aveva trascurato i suoi impegni di medico e una principessa era morta perché aveva ripetutamente ignorato i richiami a corte per curarla; il faraone, affranto dal dolore, lo condanna a morte e Sinuhe decide di fuggire dall'Egitto insieme al suo servo. Salutata Merit, essi fuggono attraverso molti paesi e visitano molti popoli più arretrati del loro. Sinuhe riprende la propria attività di medico, ma rompe il voto che aveva fatto come medico dei poveri e offre invece i propri servizi a pagamento solo ai ricchi: la sua abilità gli consente in breve tempo di arricchirsi.
Quando egli e il suo servo vengono chiamati per curare un condottiero ittita, scoprono il progetto di questi ultimi: attaccare l'Egitto con armi in ferro, metallo sconosciuto agli Egizi che all'epoca forgiavano le proprie armi con il rame, molto più debole rispetto al nuovo metallo degli Ittiti. Sinuhe tornerà per avvisare i suoi compatrioti trovando l'Egitto in un periodo di decadenza ed anarchia e scopre di avere un figlio da Merit. Il faraone regnante ha deposto gli antichi dèi per far abbracciare all'Egitto il culto monoteista del dio sole Aton. Il malcontento del popolo è molto alto e Horembeb chiede a Sinuhe di avvelenare il faraone.
Intanto Baketamon, sorella del faraone, rivela al medico le sue vere origini: egli è figlio di una delle prime mogli del faraone, è stato rapito da piccolo ed abbandonato sul Nilo. Horembeb guida l'esercito contro i seguaci del nuovo dio e restaura i vecchi dèi. Dopo la morte di Merit, Sinuhe aderisce al complotto e avvelena il faraone. Il faraone morente però parla della sua religione nei suoi ultimi momenti di vita, convertendo Sinuhe. Horembeb, divenuto faraone, insieme a Nefer, condanna Sinuhe all'esilio a vita.
Solo, vecchio e stanco per aver scritto molto, Sinuhe muore accasciato sulla sua sedia, senza aver saputo niente di suo figlio.

## Lavorazione
Il ruolo del protagonista venne inizialmente offerto a Dirk Bogarde; in seguito si ritirò anche Marlon Brando, che preferì interpretare Napoleone in Désirée di Henry Koster. Marilyn Monroe, pensata per la parte di Nefer, fu scartata in favore di Bella Darvi, allora fidanzata con il produttore Darryl F. Zanuck.
Sul set, Purdom e Curtiz ebbero diversi screzi. Secondo Purdom, la 20th Century-Fox tagliò in montaggio molti suoi primi piani per non dare troppo risalto a un attore sotto contratto con la Metro-Goldwyn-Mayer.
Da sottolineare le ambientazioni storiche spettacolari e opulente, tipiche dei film degli anni '50, anche se il film di Curtiz si distingue per l'accuratezza storico-iconografica. Nonostante il forte impegno produttivo il film non ebbe grande successo.

## Riconoscimenti
- Il film è stato candidato all'Oscar per la miglior fotografia a colori.
- Bella Darvi ha vinto un Golden Globe per la sua interpretazione nel film (Most Promising Newcomer - Female).